# Hành trình đến hành tinh chết
Hành trình đến hành tinh chết (tựa tiếng Anh: Prometheus) là một bộ phim điện ảnh thuộc thể loại khoa học viễn tưởng – kinh dị – kỳ ảo công chiếu vào năm 2012 do Anh – Mỹ hợp tác sản xuất. Là phần thứ năm và cũng là phần tiền truyện của thương hiệu Alien, tác phẩm do Ridley Scott làm đạo diễn kiêm đồng sản xuất, với phần kịch bản do Jon Spaihts và Damon Lindelof chắp bút, cùng sự tham gia của các diễn viên chính gồm Noomi Rapace, Michael Fassbender, Guy Pearce, Idris Elba, Logan Marshall-Green và Charlize Theron. Lấy bối cảnh vào cuối thế kỷ 21, bộ phim theo chân một nhóm phi hành đoàn trên phi thuyền vũ trụ Prometheus phát hiện có một tấm bản đồ sao về hướng dẫn cách tìm kiếm các hiện vật của những nền văn hóa cổ xưa trên Trái Đất. Nhằm tìm kiếm nguồn gốc loài người, họ đã mạo hiểm tìm đến một thế giới xa xôi và bất ngờ phát hiện ra một mối đe dọa có thể khiến loài người tuyệt chủng.
Việc lên ý tưởng và phát triển cho bộ phim bắt đầu vào những năm 2000, với tư cách là phần thứ năm của thương hiệu Alien. Ridley Scott và James Cameron đã phát triển ý tưởng cho một bộ phim sẽ đóng vai trò là phần tiền truyện của Alien vào năm 1979 của Scott. Năm 2002, việc phát triển của bộ phim Cuộc chiến dưới tháp cổ đã được các nhà sản xuất ưu tiên đầu tư hơn, và vì thế dự án trên phải tạm hoãn cho đến năm 2009, khi Scott một lần nữa bày tỏ sự quan tâm về việc phát triển bộ phim. Spaihts đã viết kịch bản cho phần tiền truyện của các sự kiện trong các bộ phim của thương hiệu Alien, nhưng Scott đã chọn một hướng đi khác để tránh lặp lại các tín hiệu từ những bộ phim trước đó. Cuối năm 2010, Lindelof tham gia dự án để viết lại kịch bản của Spaihts, anh và Scott đã phát triển một câu chuyện được ví như là phần tiền truyện của Alien nhưng không kết nối trực tiếp với loạt phim gốc. Theo lời tiết lộ của Scott, mặc dù bộ phim chia sẻ "các sợi kết nối ADN của Alien", và diễn ra trong cùng một vũ trụ, tuy nhiên, khác với các phần phim trước, phần phim này chuyên tâm khám phá sâu về những thần thoại và ý tưởng riêng của tác phẩm.
Quá trình sản xuất cho bộ phim bắt đầu vào tháng 4 năm 2010, với việc mở rộng các giai đoạn thiết kế mà trong đó công nghệ làm phim và các sinh vật mà bộ phim yêu cầu đã được phát triển. Bộ phim được khởi quay vào tháng 3 năm 2011 và đóng máy vào tháng 10 năm 2011, với kinh phí sản xuất từ 120 – 130 triệu USD. Khâu ghi hình được thực hiện thông qua việc sử dụng các máy quay 3D xuyên suốt và gần như được quay hoàn toàn trên các bối cảnh thực tế tại các nước Anh, Iceland, Scotland, Jordan và Tây Ban Nha. Bộ phim đã được quảng bá bằng một chiến dịch tiếp thị bao gồm các hoạt động lan truyền trên web. Ba video đã được phát hành có sự góp mặt của các diễn viên chính trong phim, trong đó có các phân đoạn mở rộng dựa trên các yếu tố của vũ trụ hư cấu. Cả ba đoạn video nhận được sự đón nhận tích cực từ khán giả và giành được nhiều giải thưởng.
Hành trình đến hành tinh chết có buổi công chiếu tại Anh vào ngày 1 tháng 6 năm 2012, tại Bắc Mỹ vào ngày 8 tháng 6 năm 2012 và tại Việt Nam vào ngày 15 tháng 6 năm 2012 dưới định dạng 3D. Sau khi ra mắt, tác phẩm nhìn chung nhận về những lời khen ngợi từ giới chuyên môn, với lời khen ngợi về phần thiết kế, giá trị sản xuất bộ phim và diễn xuất của dàn diễn viên trong phim, song bị chỉ trích về sự thiếu đồng đều trong kịch bản và chưa giải quyết được các điểm mấu chốt về nội dung. Tác phẩm cũng là một thành công lớn về mặt doanh thu khi thu về 403,4 triệu USD trên phòng vé toàn cầu, và đồng thời còn được đề cử các giải BAFTA, giải Satellite và giải Oscar đều cho hạng mục kỹ xảo. Sau thành công của tác phẩm, phần tiếp nối có tựa là Quái vật không gian được phát hành vào tháng 5 năm 2017.

## Nội dung
Câu chuyện mở đầu với hình ảnh một chiếc tàu vũ trụ rời khỏi một hành tinh, một sinh vật như người ngoài hành tinh nhưng giống người uống một chất lỏng và sau đó bị tan biến. Cơ thể của người ngoài hành tinh rơi xuống ngọn thác và ADN của sinh vật này đã hòa lẫn với dòng nước đang chảy xiết.
Năm 2089, hai nhà khảo cổ học Elizabeth Shaw và Charlie Holloway phát hiện tấm bản đồ thiên văn học – một di tích khảo cổ ở Scotland có sự trùng khớp với nhiều di chỉ khảo cổ khác đã được tìm thấy trước đó. Cả hai cùng nhau nghiên cứu và kết luận đây là một chỉ dẫn tới từ những người đã tạo ra loài người, hay còn được gọi là "Engineers". Peter Weyland – chủ tịch của tập đoàn Weyland – đã tài trợ cho chuyến thám hiểm này và con tàu mang tên Prometheus đi theo bản đồ thiên văn học tới một hành tinh tên LV-223. Cả đoàn thám hiểm được đặt vào chế độ ngủ đông trong khi người máy tên là David được cử đi điều khiển toàn bộ chuyến hành trình. Cuối cùng, tàu thám hiểm cũng tới được hành tinh LV-223 vào tháng 12 năm 2093, và Meredith Vickers – người quản lý thám hiểm trên chuyến tàu – đã yêu cầu cả đoàn thực hiện phi vụ tìm kiếm "Engineers" và không được tiếp xúc với vật thể nào mà không có sự cho phép của cô vì lý do an toàn.
Tàu Prometheus hạ cánh xuống một đồng bằng nhân tạo rộng lớn. Khi vào sâu bên trong, họ phát hiện ra nhiều khối trụ bằng đá, cùng với bức tượng đầu người to một cách bất thường, và một xác chết không đầu của một sinh vật được xem là của Engineer; sau đó, Shaw đã thu thập đầu của xác chết đó. Đoàn cũng tìm được thêm nhiều xác chết và kết luận rằng có thể họ đã bị diệt vong. Hai thành viên của đoàn là Millburn và Fifield cảm thấy không ổn với những gì họ mới tìm thấy được cho nên cả hai đã đi trước, nhưng rồi sau đó cả hai đều bị lạc. Chuyến thám hiểm bị rút ngắn hơn so với kế hoạch ban đầu do một cơn bão vũ trụ đang trên đường ập tới. David bí mật thu thập mẫu vật là một trong nhiều khối trụ chảy ra nhiều chất lỏng màu đen sền sệt trong căn phòng họ vừa phát hiện. Trong phòng thí nghiệm, ADN thu được từ chiếc đầu được cho là trùng khớp với ADN của con người. Trong khi đó, David nghiên cứu khối trụ vừa tìm thấy được cùng với vài chai đựng chất lỏng bên tro, và sau đó anh bỏ chất lỏng đó vào ly rượu của Holloway. Không lâu sau đó, Shaw và Holloway có quan hệ tình cảm với nhau.
Bên trong khối kiến trúc nhân tạo, một sinh vật giống rắn giết Millburn và thải ra khí độc ăn mòn làm tan chảy mũ bảo hiểm của Fifield, khiến cho Fifield ngã ụp mặt vào vũng nước đen đặc sệt. Khi đoàn thám hiểm quay trở lại bên trong, họ tìm thấy xác của Millburn. Còn David thì một mình phát hiện một căn phòng có một Engineer đang ngủ đông, và một bản đồ 3D chỉ đường tới Trái Đất. Trong khi đó, Holloway trở bệnh nặng và được đưa về tàu nhanh chóng nhưng Vickers từ chối để cho anh lên tàu, vì lý do an toàn nên cô đã thiêu đốt anh. Sau đó, Shaw phát hiện rằng cô đang có bầu mặc dù trước đó cô đã không còn có khả năng sinh sản. Vì quá sợ hãi, cô đã sử dụng buồng phẫu thuật tự động để phẫu thuật loại bỏ một sinh vật giống con mực từ bụng của mình. Shaw cũng phát hiện rằng Weyland cũng đã ngủ đông trong một thời gian dài trên tàu Prometheus, sau này ông mới nói cho cô biết rằng ông muốn hỏi những sinh vật Engineer khác về cách để trường sinh bất tử. Khi Weyland chuẩn bị đi đến khối kiến trúc, Vickers gọi ông là cha, vì trước đây cô thường xuyên bị ông ghẻ lạnh trong nhiều năm qua.
Fifield lúc này đã thực sự bị đột biến, anh quay lại tàu Promethus và giết một số người trong đoàn trước khi bị hỏa thiêu. Janek – thuyền trưởng chính của tàu – cho rằng khối kiến trúc này là căn cứ quân sự của các Engineer không may bị diệt vong bởi một vũ khí sinh học không thể kiểm soát là chất lỏng màu đen sền sệt được tìm thấy khắp mọi nơi, và đồng thời cũng khẳng định rằng khối kiến trúc đó thật sự là một con tàu vũ trụ. Weyland và nhóm tiến vào bên trong cùng với Shaw, riêng David đã đánh thức Engineer khỏi trạng thái ngủ đông và cố gắng giải thích mong muốn của Weyland bằng tiếng sơ ngữ Ấn – Âu. Không ngờ, Engineer hồi đáp bằng việc xé nát đầu David và giết Weyland cùng hậu cận của ông trước khi khởi động lại con tàu. Shaw trốn thoát được và thông báo cho Janek về việc Engineer sẽ điều khiển tàu tiến tới Trái Đất để giải phóng chất lỏng màu đen nhằm tiêu diệt Trái Đất, vì thế cô bảo anh tìm mọi cách cho tàu vũ trụ của Engineer dừng hoạt động. Janek cùng phi hành đoàn hy sinh bằng việc tự đâm tàu Prometheus để dừng tàu vũ trụ của Engineer, cũng như giải phóng tàu cứu sinh cho Shaw, còn Vickers thì thoát nạn do đã ẩn nấu trong buồng thoát hiểm, nhưng cô lại bị tước mất mạng sống do tàu vũ trụ hư hỏng của Engineer đâm sầm xuống mặt đất. Trong lúc này, Shaw nhanh chóng đi tới tàu cứu sinh và phát hiện sinh vật cô vừa loại ra khỏi bụng mình đã lớn hơn rất nhiều. Cái đầu còn hoạt động của David cảnh báo Shaw về việc Engineer đang truy sát cô, hắn mở tàu cứu sinh và tấn công Shaw, nhưng cô đã kịp thời giải phóng sinh vật ngoài hành tinh để tấn công Engineer. Sau một hồi chiến đấu ác liệt, Engineer đã bị sinh vật ấy tiêu diệt.
Sau trận chiến, Shaw đã thu hồi toàn bộ thân xác của David, và dưới sự giúp đỡ của anh, cô đã khởi động lại tàu vũ trụ của Engineer để bay về hành tinh của sinh vật này với hi vọng tìm hiểu vì sao họ lại muốn tiêu diệt loài người. Trong khi đó, một sinh vật ngoài hành tinh khác đã chui ra từ trong xác của Engineer, và sinh vật này có thể sẽ mang theo một mối đe dọa mới.

## Diễn viên
- Noomi Rapace trong vai Elizabeth Shaw:

Là một nhà khảo cổ học luôn mong muốn tìm được những bí ẩn về sinh vật Engineer và phải đối mặt với những mối nguy rình rập ở phía trước. Về nhân vật này, Rapace mô tả cô ấy là một người có đức tin rất mạnh mẽ khi luôn tin ở Chúa, và nói rằng, "Ở giữa bộ phim, mọi thứ xảy ra và cô ấy đã thay đổi để trở thành một chiến binh thực sự. Và cuối cùng, cô ấy mới là người sống sót." Nhằm hỗ trợ cho mình về phương pháp diễn xuất nội tâm, Rapace đã phát triển một cốt truyện hoàn chỉnh cho nhân vật Shaw, và đồng thời làm việc với một huấn luyện viên phương ngữ chuyên nghiệp để có thể nói được tiếng Anh giọng Anh. Trong quá trình quay phim, cô cũng yêu cầu các chuyên gia trang điểm thoa thêm máu và mồ hôi nhằm khắc họa chính xác hơn về nhân vật của mình. Rapace chia sẻ, "Tôi đã ở ngoài đó để quay phim trong khoảng sáu tháng và ở đây rất căng thẳng, đôi lúc cơ thể tôi bị đau rất nhiều nhưng nhìn chung thì trải nghiệm ấy thực sự rất tuyệt vời." Cũng trong buổi chia sẻ ấy, Rapace đã bác bỏ về việc so sánh với nhân vật Ellen Ripley (do Sigourney Weaver thủ vai) của thương hiệu Alien. Nhờ màn trình diễn xuất sắc khi vào vai Lisbeth Salander trong bộ phim Cô gái có hình xăm rồng vào năm 2009, Rapace đã thu hút được sự chú ý của Ridley Scott. Cô đã gặp Scott vào tháng 8 năm 2010, và đến tháng 1 năm 2011, cô đã chắc suất cho vai diễn này. Trong quá trình phát triển bộ phim, các diễn viên Anne Hathaway, Natalie Portman, Gemma Arterton, Carey Mulligan, và Abbie Cornish đều đã được cân nhắc cho vai diễn nói trên. Lucy Hutchinson, nữ diễn viên từng tròn 8 tuổi vào năm 2012, vào vai Elizabeth Shaw lúc nhỏ.
- Michael Fassbender trong vai David:

Là một người máy dạng android hình người, đóng vai trò là người quản lý và bảo trì con tàu Prometheus. Nhân vật này được xây dựng để không thể phân biệt với loài người, và từ đó nó bắt đầu phát triển về "cái tôi, sự bất an, ghen tị và đố kỵ của bản thân mình". Damon Lindelof, nhà biên kịch của bộ phim, nói rằng nhân vật David cung cấp về một góc nhìn không phải của con người về các sự kiện trong phim, và chia sẻ, "Từ góc nhìn của người máy, bộ phim sẽ trông như thế nào? Nếu bạn hỏi anh ta, 'Anh nghĩ gì về tất cả điều này? Chuyện gì đang xảy ra? Anh nghĩ gì về những người xung quanh anh?', thì sẽ thật tuyệt nếu chúng ta tìm ra cách để người máy trả lời những câu hỏi đó có phải không?" Fassbender nói, "Quan điểm của David về những người trong phi hành đoàn có phần giống trẻ con. Anh ta ghen tị và kiêu ngạo vì anh ta nhận ra rằng kiến thức của mình là toàn diện, và do đó anh ấy vượt trội hơn cả con người. Chính vì lẽ đó mà David muốn được mọi người công nhận và khen ngợi vì sự xuất sắc của mình." Trong quá trình phát triển nhân vật của mình, Fassbender đã không xem lại về các nhân vật android của các bộ phim Alien (1979) và Aliens (1986), mà thay vào đó anh nghiên cứu các bản sao qua bộ phim Blade Runner (1982), với việc nghiên cứu về nhân vật Rachael (do Sean Young thủ vai), người có "nhiều khoảng trống" và mong muốn có một linh hồn khác quan tâm đến mình. Ngoài ra, anh còn lấy thêm những cảm hứng từ giọng nói của máy tính HAL 9000 trong 2001: A Space Odyssey, "cách di chuyển và bước đi một cách hài hước" của vận động viên nhảy cầu Greg Louganis, và các màn trình diễn của David Bowie trong The Man Who Fell to Earth, Dirk Bogarde trong The Servant, và Peter O'Toole trong Lawrence xứ Ả Rập để phát triển cho nhân vật. Mái tóc vàng của nhân vật David được mô phỏng theo kiểu tóc của T. E. Lawrence. Với vai diễn David, Scott ưu ái chọn Fassbender, và đến tháng 1 năm 2011, bất chấp các báo cáo trước đó rằng các công ty quản lý của anh đã đòi mức phí quá cao, anh đã được xác nhận gia nhập dàn diễn viên.
- Guy Pearce trong vai Peter Weyland:

Là người sáng lập và cũng là CEO của tập đoàn Weyland. Lindelof mô tả rằng nhân vật này có một cái tôi rất lớn và bị mắc hội chứng thần kinh phức tạp. Để biến Pearce thành một Weyland già nua, việc trang điểm và làm chân tay giả cần thiết cho nhân vật này phải mất năm tiếng để thực hiện và phải mất một tiếng sau thì mới loại bỏ được nó. Thậm chí, để có cái nhìn sâu sắc về cách di chuyển cho nhân vật của mình, Pearce đã trực tiếp quan sát những người lớn tuổi cho thật kỹ, vì anh nhận thấy rằng việc tái tạo chuyển động cơ thể bị cản trở là phần khó nhất của vai diễn nói trên. Ban đầu, Max von Sydow là lựa chọn mà Scott muốn nhắm tới để đóng vai Weyland, tuy nhiên, việc chọn Pearce cho vai diễn này đã giúp nam diễn viên người Úc thể hiện được nhân vật Weyland vừa là một nhân vật lớn tuổi, và cũng là một nhân vật trẻ tuổi xuất hiện trong một bản thảo kịch bản trước đó.
- Idris Elba trong vai Janek:

Là thuyền trưởng chính của con tàu Prometheus. Elba mô tả nhân vật này là "một người đi bờ và là một thủy thủ" vốn xuất thân trong quân ngũ. Anh chia sẻ, "[Trở thành thuyền trưởng] là cả một cuộc đời của anh ấy và cả phi hành đoàn đều là trách nhiệm của anh ấy", và, "Anh ấy là một nhân vật rất thực tế mà cũng rất thực dụng. Anh ấy phải tham gia ... vào một bộ phim với những ý tưởng không lồ, vậy nên bạn phải cần một nhân vật như thế này, người có thể nói rằng, 'Chờ đã ... tại sao chúng ta lại làm điều này?'"
- Logan Marshall-Green trong vai Charlie Holloway:

Là một nhà khảo cổ học, đối tác và cũng là người tình của Elizabeth Shaw. Marshall-Green được chọn vào vai diễn này sau khi anh đã tham gia rất nhiều vai diễn trong các vở kịch trên sân khấu Broadway. Anh mô tả nhân vật Holloway là "một nhà khoa học kiểu X-Games", và nói rằng anh rất thích triết lý "làm trước khi quan sát" của nhân vật này. Nói về động lực của nhân vật, Marshall-Green cho biết: "Anh ta đi đến cực điểm trong mọi việc mà anh ấy làm, đôi khi tốt hơn, nhưng đôi khi lại tệ hơn [cho cả phi hành đoàn trên tàu Prometheus]. Tôi nghĩ điều thúc đẩy cho anh ấy là cảm giác hồi hộp khi đang tìm kiếm." Anh còn đối chiếu nhân vật Holloway với nhân vật Shaw, và nói rằng: "Cô ấy là người tin tưởng. Tôi là nhà khoa học. Tôi là người hoài nghi. Tôi cũng là người vô thần."
- Charlize Theron trong vai Meredith Vickers:

Là nhân viên quản lý của tập đoàn Weyland và cũng là cô con gái bị ghẻ lạnh của Peter Weyland. Cô là người được cử đi giám sát cuộc thám hiểm. Theron mô tả nhân vật này là "một người mặc đồ từ từ lột da của [cô ấy] qua bộ phim," và cũng là "một phần nào đó của một nhân vật phản diện ... [mà người đó] chắc chắn có một chương trình nghị sự." Cô còn nói thêm, "Vickers là một người rất thực dụng và rất muốn kiểm soát tình hình." Scott muốn nhân vật này phải ẩn mình làm nền của những cảnh quan sát các nhân vật khác thay vì trở thành tâm điểm. Theron nói rằng điều này giúp tạo lớp nhân vật của cô ấy bởi vì "ngay lập tức bạn đang rất nghi ngờ về cô ấy." Sự tương đồng giữa ngoại hình và cách cư xử của Vickers và David nhằm làm tăng khả năng cảm biến của David dựa trên ADN của Vickers, hoặc có thể Vickers là một người máy. Sau khi Theron được chọn vào vai diễn này, cô đã phát triển thêm ba cảnh mới với Scott và Lindelof để mở rộng cho nhân vật của mình. Những cảnh hành động về thể chất, một số cảnh liên quan đến việc cô chạy trên cát trong đôi ủng nặng 30 pound (tương đương với 14kg), là một vấn đề lớn đối với Theron. Ban đầu, Theron được lựa chọn để đóng vai Elizabeth Shaw, tuy nhiên, do đã có lịch hẹn cam kết trước đó trong bộ phim Max điên: Con đường tử thần nên cô không thể tham gia vào bộ phim này. Mãi cho đến khi bộ phim ấy bị trì hoãn sản xuất vô thời hạn, cô mới có thể tham gia vào bộ phim nói trên. Trước Theron, hai diễn viên Angelina Jolie và Dương Tử Quỳnh đều đã được cân nhắc cho vai diễn này.
- Sean Harris trong vai Fifield:

Là một nhà địa chất học và là thành viên phi hành đoàn của tàu Prometheus. Anh đã trở nên bất ổn về tinh thần sau nhiều nhiệm vụ trong công cuộc thám hiểm. Harris mô tả nhân vật này Harris mô tả nhân vật là "một người có thể cảm nhận được khi mọi thứ đang diễn ra. Anh ấy đang là khán giả của bạn, và đang nói rằng, 'Đừng đi vào đường hầm đó. Chúng ta không nên làm điều này!'" Kiểu tóc mohican màu đỏ tươi của Fifield được thiết kế bởi Harris và Scott, dựa trên bản phác thảo của vị đạo diễn về một người đàn ông có mái tóc bị "cắt xén nghiêm trọng".
- Rafe Spall trong vai Millburn:

Là một nhà sinh học và là thành viên phi hành đoàn của tàu Prometheus. Spall đã thử vai cho một vai khác, nhưng Scott muốn anh đóng vai Millburn. Trong buổi tuyển vai của mình, Spall nói, "Alien là một trong những bộ phim hay nhất từng được thực hiện, và đó là một tiếng vang thực sự khi được mặc bộ đồ vũ trụ trên bối cảnh của Alien, với việc Ridley Scott đến và nói chuyện với bạn. Thật không thể tin được. Đó là lý do tại sao tôi muốn trở thành một diễn viên, được mặc bộ đồ y phục vũ trụ trên bối cảnh này".
Ngoài ra, bộ phim còn có sự góp mặt của các diễn viên khác bao gồm: Kate Dickie trong vai Ford, chuyên viên y tế trên tàu; Emun Elliott và Benedict Wong trong vai hai phi công Chance và Ravel; và Patrick Wilson vào vai người cha của Shaw. Ian Whyte và Daniel James đều vào các vai về sinh vật ngoài hành tinh Engineers.

## Chủ đề và diễn giải

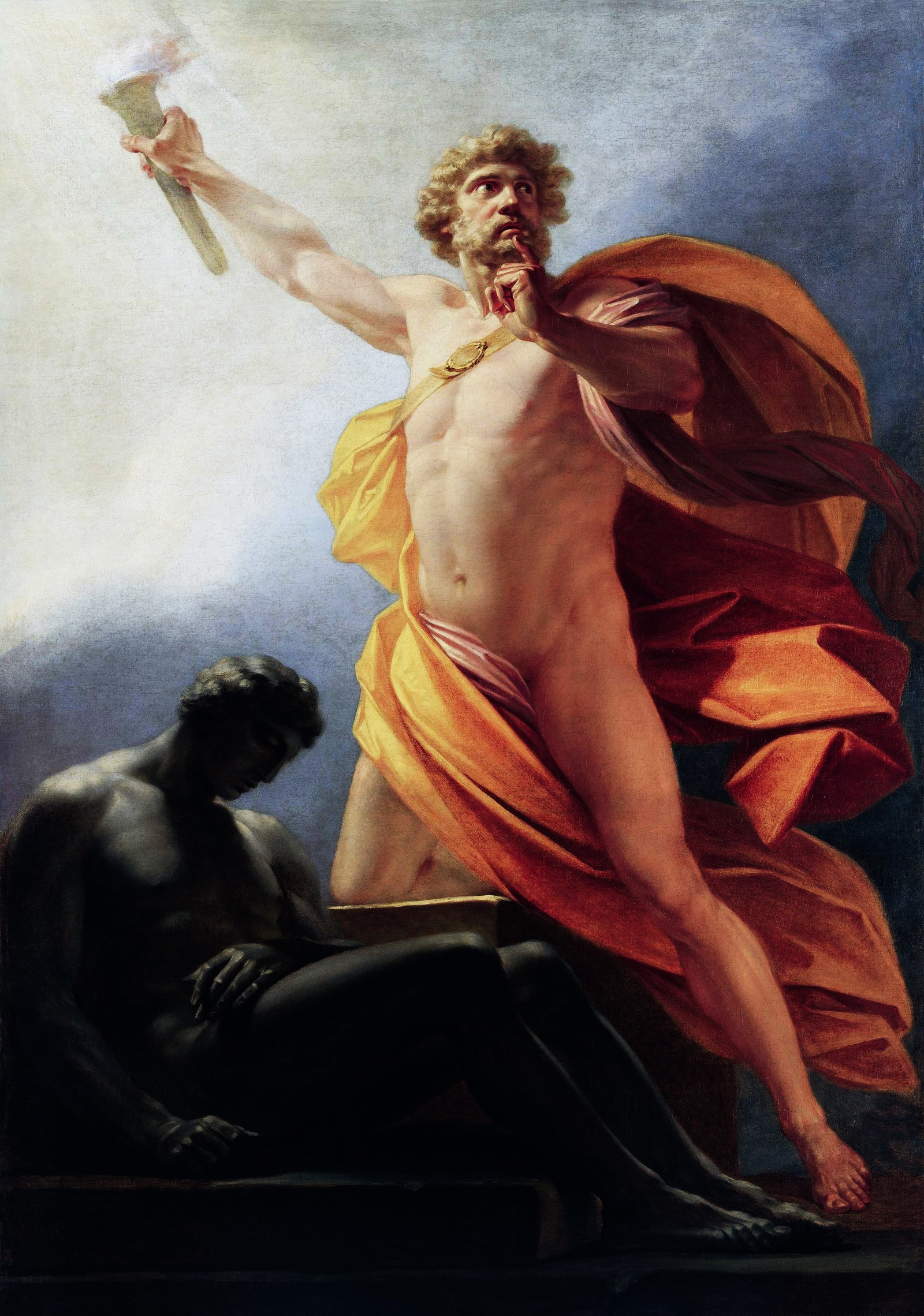
Tên gọi của bộ phim được bắt nguồn từ vị thần Prometheus.

Chủ đề trọng tâm trong Hành trình đến hành tinh chết có liên quan đến một vị thần cùng tên trong thần thoại Hy Lạp, người đã khinh bỉ các vị thần và ban tặng cho nhân loại bằng lửa, mà sau đó ông ta phải chịu hình phạt vĩnh viễn. Các vị thần muốn hạn chế sự sáng tạo của nhân loại phòng khi họ muốn đoạt ngôi vị thần. Bộ phim đề cập đến mối quan hệ giữa nhân loại với các vị thần – những người tạo ra chúng – và hậu quả của việc nhân loại chống lại họ. Một cuộc thám hiểm của loài người có ý định tìm kiếm họ và nhận được những kiến thức về niềm tin, sự bất tử và sự diệt vong. Họ tìm thấy những sinh vật siêu việt trông giống như thần thánh so với loài người, và cả phi hành đoàn trên tàu Prometheus phải gánh chịu hậu quả cho sự truy đuổi của chúng. Shaw chịu trách nhiệm trực tiếp cho các sự kiện của nội dung trong phim vì cô muốn được khẳng định về niềm tin tôn giáo của mình, và tin rằng cô có quyền nhận được câu trả lời từ vị thần của mình; tuy nhiên, câu hỏi của cô đến giờ vẫn chưa được trả lời và cô đã bị trừng phạt vì sự ngạo mạn của mình. Bộ phim còn cung cấp thêm một giải pháp tương tự, cung cấp các mục thông tin nhưng sẽ để lại những liên kết và kết luận dành cho khán giả, điều này có khả năng bộ phim để lại câu hỏi không có lời giải. Hơn nữa, những ám chỉ tôn giáo trong phim được ngụ ý bởi quyết định trừng phạt loài người của Engineer bằng sự hủy diệt từ 2.000 năm trước các sự kiện trong phim. Scott gợi ý rằng một Engineer đã được gửi đến Trái Đất để ngăn chặn sự xâm lược ngày càng tăng của loài người, nhưng đã bị đóng đinh, ngụ ý rằng đó là Chúa Jesus. Tuy nhiên, Scott cảm thấy rằng một mối liên hệ rõ ràng trong phim sẽ "hơi quá đáng một chút".
Trí tuệ nhân tạo, một chủ đề quen thuộc trong suốt sự nghiệp làm phim của Scott, được thể hiện rõ ràng nhất qua bộ phim này, nhất là người máy David. David cũng là một con người nhưng lại không muốn giống họ, điều này đã tránh được một chủ đề thông qua "lối kể chuyện bằng ngôn ngữ người máy" phổ biến, chẳng hạn như trong bộ phim Blade Runner (1982). David được tạo ra theo khuôn mẫu của con người, và trong lúc phi hành đoàn của tàu Prometheus đang tìm kiếm những người đã tạo ra họ để mong muốn có được câu trả lời, David tồn tại trong số những người tạo ra con người của mình nhưng vẫn chưa bị choáng ngợp; và anh đã đặt câu hỏi cho những người tạo ra mình về lý do tại sao họ lại tìm kiếm những thứ của riêng mình. Lindelof mô tả rằng con tàu Prometheus được ví như là một nhà tù riêng dành cho David. Ở cuối phim, Peter Weyland – người tạo ra David – đã bị giết chết và lập trình căn bản của David sẽ kết thúc mà không có người hỗ trợ phục vụ. Lindelof giải thích rằng lập trình của David trở nên mơ hồ và anh ta có thể được lập trình lại bởi Shaw hoặc chính cảm giác tò mò của anh ta. Sau cái chết của Weyland, David cùng với Shaw rời đi, anh luôn theo dõi cô bằng sự chân thành và quan tâm sâu sắc, một phần vì sự sống còn và một phần vì sự tò mò của mình.
Một chủ đề khác cũng được nhắc tới trong bộ phim đó là sự sáng tạo và việc đặt ra câu hỏi "Tôi là ai? Ai tạo ra tôi? Tại sao họ từ bỏ tôi?". Sự phát triển của thần thoại trong vũ trụ đã khám phá ra sự sáng tạo của đạo Judeo – Christian về nhân loại, nhưng Scott rất thích quan tâm đến các thần thoại sáng tạo của văn hóa Greco – Roman và Aztec về những vị thần tạo ra con người theo hình ảnh của chính họ bằng cách hy sinh một phần của bản thân. Sự sáng tạo này được thể hiện trong phần mở đầu của bộ phim, trong đó một sinh vật Engineer đã hy sinh bản thân sau khi uống chất lỏng màu đen đặc sệt ấy, đóng vai trò như một "người làm vườn trong không gian" để mang lại sự sống cho một thế giới. Một trong những cuộc thám hiểm của họ về việc tạo ra loài người, những người tạo ra cuộc sống nhân tạo (cụ thể là tạo ra David) theo hình ảnh của chính họ. Sau đó, David đã giới thiệu chất lỏng màu đen ấy cho Holloway, người đã tẩm vào cơ thể vô trùng của Shaw, và kết quả là đứa trẻ trong bụng của Shaw đã bị hóa thành Engineer, và từ đó tạo ra đứa trẻ ba thế hệ khác nhau. Scott đã ví các Engineer như những thiên thần bóng tối trong tác phẩm Thiên đường đã mất của John Milton, và nói rằng nhân loại là con đẻ của họ chứ không phải của Chúa.
Shaw là người có tín đồ tôn giáo duy nhất trong phi hành đoàn và công khai thể hiện niềm tin tôn giáo của mình bằng một chiếc vòng cổ có hình thánh giá Cơ đốc giáo. Lindelof nói rằng với kiến thức khoa học của mình, niềm tin của cô đã trở nên lỗi thời vào năm 2093. Shaw rất phấn khích khi biết rằng cô được tạo ra bởi các Engineers chứ không phải là một vị thần siêu nhiên, nhưng thay vì khiến cô mất niềm tin, điều đó càng củng cố cho cô thêm nhiều niềm tin hơn nữa. Lindelof nói rằng việc đặt câu hỏi và tìm kiếm ý nghĩa là mục tiêu của cuộc sống, và vì vậy khán giả đặt câu hỏi liệu Shaw có được Chúa bảo vệ vì đức tin của cô hay không. Scott muốn bộ phim kết thúc với lời tuyên bố của Shaw rằng cô ấy vẫn đang dứt khoát tìm kiếm câu trả lời. Ngoài các chủ đề tôn giáo, Lindelof nói rằng bộ phim còn ủng hộ khoa học và khám phá rằng liệu kiến thức khoa học và niềm tin vào Chúa có thể cùng tồn tại với nhau hay không.
Bên cạnh việc vẽ ra một số ảnh hưởng từ Thiên đường đã mất, Govindini Murty của tờ The Atlantic còn ghi nhận thêm những ảnh hưởng khác có trong bộ phim, và viết rằng "những hình ảnh nổi bật mà Ridley Scott tạo ra cho Hành trình đến hành tinh chết được tham chiếu mọi thứ từ 2001: A Space Odyssey của Stanley Kubrick, cho đến Người Vitruvius của Leonardo da Vinci và Planet of the Vampires của Mario Bava. Scott cũng mở rộng thêm trên vũ trụ hư cấu Alien ban đầu bằng cách tạo ra một thần thoại Anh đặc biệt được nắm bắt qua Thiên đường đã mất của Milton và các bức vẽ biểu tượng của William Blake. Vào tháng 9 năm 2021, một bài phân tích sâu hơn về bộ phim đã được báo cáo.

## Sản xuất

### Phát triển
Việc lên ý tưởng và phát triển cho phần phim thứ năm của thương hiệu Alien bắt đầu tiến hành từ năm 2002. Scott đã cân nhắc để trở lại với loạt phim mà ông đã sáng tạo ra thông qua bộ phim kinh dị – khoa học viễn tưởng Alien (1979), nhằm theo đuổi về phần tiếp theo có liên quan đến khám phá những nguồn gốc được thiết kế của các sinh vật trong thương hiệu Alien, và "phi công không gian (space jockey)" – một sinh vật ngoài hành tinh khác từng xuất hiện trong một khoảng thời gian ngắn của Alien, với tư cách là phi công đã chết của một con tàu vũ trụ vô chủ. Sigourney Weaver – ngôi sao của bộ phim Aliens, cũng đã bày tỏ sự quan tâm về việc trở lại đóng chính trong loạt phim này. James Cameron – đạo diễn của bộ phim Aliens, đã thảo luận với Scott về tiềm năng cho việc ra mắt phần tiếp theo, và ông bắt đầu làm việc với một nhà biên kịch khác về một câu chuyện cho bộ phim. Sau đó, 20th Century Fox đã tiếp cận Cameron với một kịch bản cho một bộ phim đan xen giả tưởng về trận chiến giữa các quái vật của loạt phim với các nhân vật chính của loạt phim Predator; dự án này sau đó đã trở thành một bộ phim khoa học viễn tưởng mang tên Cuộc chiến dưới tháp cổ (2004). Sau khi Fox xác nhận rằng họ sẽ theo đuổi bộ phim đan xen giả tưởng này, Cameron đã ngừng làm việc trong dự án của mình, vì tin rằng bộ phim đan xen giả tưởng ấy sẽ "giết chết tính hợp lệ của nhượng quyền thương mại." Năm 2006, Cameron xác nhận rằng ông sẽ không trở lại với dự án phần tiếp theo của Alien, vì ông tin rằng loạt phim này là tài sản của Fox, và ông không sẵn sàng để đối phó với những nỗ lực của hãng phim nhằm gây ảnh hưởng đến tiềm năng phát triển phần tiếp theo của thương hiệu này.
Tháng 5 năm 2009, đại diện của Fox cho biết dự án này là một phần "khởi động lại" của Alien, và sau này đã xác nhận rằng dự án này là phần tiền truyện không có tiêu đề của thương hiệu nói trên. Việc phát triển buộc phải dừng lại vào tháng 6 năm đó, khi Fox và Scott gây xung đột lẫn nhau. Scott muốn chọn Carl Erik Rinsch – cựu đạo diễn của các bộ phim quảng cáo, làm đạo diễn cho bộ phim, trong khi Fox chỉ muốn theo đuổi dự án nếu Scott ngồi ghế đạo diễn. Đến tháng 7 năm 2009, Scott đã ký hợp đồng để làm đạo diễn cho bộ phim, và nhà biên kịch Jon Spaihts được thuê để viết kịch bản dựa trên những ý tưởng bày tỏ của ông cho phần tiền truyện trực tiếp của Alien. Với việc đã có chỗ cho vị trí đạo diễn và biên kịch bộ phim, và hài lòng với màn chào sân của Spaihts, Fox đã lên lịch dự kiến phát hành cho bộ phim vào tháng 12 năm 2011, nhưng sau đó phải hủy bỏ. Tháng 6 năm 2010, Scott cho biết kịch bản của bộ phim đã hoàn tất và sẽ bắt đầu thực hiện quá trình sản xuất tiền kỳ, với việc ngày khởi quay đã được ấn định vào tháng 1 năm 2011. Cuối cùng, Fox đã thúc đẩy phát triển dự án thành một tác phẩm gốc, và đến tháng 7 năm 2010, Lindelof đã được thuê để phát triển lại kịch bản của Spaihts. Đến tháng 10 năm 2010, Lindelof đã gửi phần kịch bản viết lại của mình cho Fox. Ban đầu, Scott đã yêu cầu chi ngân sách cho dự án này lên đến 250 triệu USD để hướng đến khán giả là những người lớn, nhưng Fox đã từ chối đầu tư số tiền này và muốn đảm bảo bộ phim sẽ nhận được xếp hạng độ tuổi thấp hơn để mở rộng lượng khán giả tiềm năng khi xem.
Tháng 12 năm 2010, có thông tin cho rằng tiêu đề của bộ phim sẽ là Thiên đường, được đặt theo tên của tác phẩm Thiên đường đã mất của John Milton, nhưng Scott cho rằng tiêu đề này sẽ truyền tải quá nhiều thông tin về bộ phim. Thomas Rothman, CEO của Fox, đã gợi ý tên Hành trình đến hành tinh chết sẽ là tiêu đề của bộ phim, mà sau này đã được xác nhận là tiêu đề chính thức vào tháng 1 năm 2011. Ngày phát hành được lên lên lịch dự kiến khởi chiếu vào ngày 9 tháng 3 năm 2012, nhưng vài tuần sau đó, việc phát hành đã bị hoãn lại cho đến ngày 8 tháng 6 năm 2012. Với tiêu đề đã được xác nhận, nhóm sản xuất bắt đầu công khai khoảng cách bộ phim với nguồn gốc của Alien và cố tình gây nhiễu về mối liên hệ giữa các bộ phim, tin rằng điều đó sẽ khiến khán giả mong chờ khi xem bộ phim này. Scott cho biết rằng "trong khi Alien thực sự là điểm khởi đầu cho dự án này, trong quá trình sáng tạo đã phát triển một vũ trụ và thần thoại đầy mới mẻ và vĩ đại mà trong đó có câu chuyện gốc được diễn ra. Có thể nói, người hâm mộ tinh ý sẽ nhận ra các sợi liên kết ADN của Alien, nhưng những ý tưởng được đề cập trong bộ phim này là độc đáo, rộng lớn và đầy khiêu khích." Tháng 6 năm 2011, Scott và Lindelof xác nhận rằng Hành trình đến hành tinh chết diễn ra trong cùng một vũ trụ với các sự kiện của thương hiệu Alien. Đến tháng 7 năm đó, Scott nói rằng "ở cuối phân cảnh thứ ba, bạn bắt đầu nhận ra có ADN của sinh vật Alien đầu tiên, nhưng sẽ không có ADN trong [các] phần phim tiếp theo.

### Kịch bản
—Damon Lindelof giải thích những chi tiết có liên quan đến phạm vi của bộ phim Hành trình đến hành tinh chết.
Cuối năm 2009, Spaihts đã gặp gỡ với Scott và cả hai đã thảo luận về mong muốn của Scott trong việc theo đuổi phần tiền truyện của Alien. Spaihts đưa ra ý tưởng của mình, bao gồm một "cầu nối" để có thể kết nối câu chuyện về các nhân vật con người trong phim với những câu chuyện về Alien. Spaihts nhanh chóng được thuê làm nhà biên kịch cho bộ phim, vị trí mà ông được ghi danh ở việc lên ý tưởng về câu chuyện "cầu nối" của mình. Ông cho biết ông đã tạo ra khái niệm này một cách tự nhiên mà không có ý định từ trước. Spaihts đã viết một "kịch bản sơ lược cực kỳ chi tiết" dài tận 20 trang; trong vòng ba tuần rưỡi, ông đã hoàn thành bản thảo đầu tiên của mình và ông đã gửi nó cho các nhà sản xuất vào ngày Giáng sinh (25 tháng 12) năm 2009. Trong vòng 12 tiếng đồng hồ, Scott đã gửi lại kịch bản cùng với các ghi chú về những thay đổi và Spaihts đã dành cả kỳ nghỉ Giáng sinh của mình để soạn thảo lại kịch bản.
Spaihts được giao nhiệm vụ khám phá những bí ẩn chưa được giải quyết từ Alien, chẳng hạn như phi công không gian. Ông coi những bí ẩn của Alien về bản chất là người ngoài hành tinh và nói, "tất cả những bí ẩn đều có người chơi là những người ngoài hành tinh: cơn ác mộng ở bộ xương ngoài và ... người khổng lồ hình voi được gọi là 'phi công không gian' ... Vậy làm thế nào để bạn khiến mọi người quan tâm về những sự kiện giữa những sinh vật như thế này?" Giải pháp của ông là liên kết những bí ẩn của người ngoài hành tinh với quá khứ và tương lai của loài người. Ông nói: "Nếu câu chuyện đó bằng cách nào đó là của chúng ta và gắn bó sâu sắc với câu chuyện của con người, thì câu chuyện đó sẽ thay đổi ý nghĩa trong cuộc sống của chúng ta, những điều có ý nghĩa đến mức chúng ta nghĩ khác về cuộc sống của chính mình." Spaihts nhận thấy việc dịch các khái niệm hình ảnh về phong cách của Scott sang dạng văn xuôi là rất khó khăn và ông đã hạn chế một số ý tưởng của Scott theo định kỳ. Ông nhắc Scott rằng trong một phân cảnh mà họ đang thảo luận, các nhân vật chịu tác động của trọng lực và vì vậy không thể lơ lửng theo một cách đơn giản. Đến tháng 4 năm 2010, kịch bản đang ở bản thảo thứ tư. Về việc phát triển kịch bản, Scott nói, "Chúng ta đang nói về các vị thần và kỹ sư. Cụ thể là những kỹ sư không gian. Và người ngoài hành tinh có được thiết kế như một hình thức kiểu chiến tranh sinh học không? Hay sinh học sẽ đi vào và dọn sạch một hành tinh chăng?"
Tháng 6 năm 2010, Scott thông báo rằng kịch bản đã hoàn thành và bộ phim sẵn sàng để khởi quay. Tuy nhiên, thay vào đó, Scott đã liên lạc với Lindelof và yêu cầu anh xem lại kịch bản của Spaihts. Trong vòng một tiếng đồng hồ, một người đưa tin đã đưa kịch bản cho Lindelof và thông báo với anh rằng anh ấy sẽ đợi bên ngoài để nhận lại ngay sau khi Lindelof đọc xong. Lindelof không biết Scott và các nhà sản xuất thích điều gì ở kịch bản hiện có, và thông báo với họ rằng anh thấy khái niệm chung trong kịch bản này cũng rất hấp dẫn, nhưng câu chuyện phụ thuộc quá nhiều vào các yếu tố của các bộ phim của Alien, chẳng hạn như vòng đời của các sinh vật Alien. Là phần tiền truyện trực tiếp của Alien, câu chuyện được định hình để dẫn dắt câu chuyện của bộ phim và để tái tạo lại những dấu hiệu quen thuộc của loạt phim đó, và Scott muốn tránh lặp lại những thành tựu trước đây của mình. Lindelof nói, "Nếu đoạn kết [của bộ phim] sẽ chỉ là căn phòng đầy trứng [của người ngoài hành tinh trong Alien] mà John Hurt bước vào, thì sẽ không có gì thú vị trong đó, bởi vì chúng tôi biết nó sẽ kết thúc ở đâu. Những câu chuyện hay như thế nên bạn cũng không biết chúng sẽ kết thúc ở đâu. Một phần tiền truyện thực sự về cơ bản nên diễn ra trước các sự kiện của bộ phim gốc, nhưng nói về một điều gì đó hoàn toàn khác, có các nhân vật khác, có chủ đề hoàn toàn khác, mặc dù nó diễn ra trong cùng một thế giới ấy."

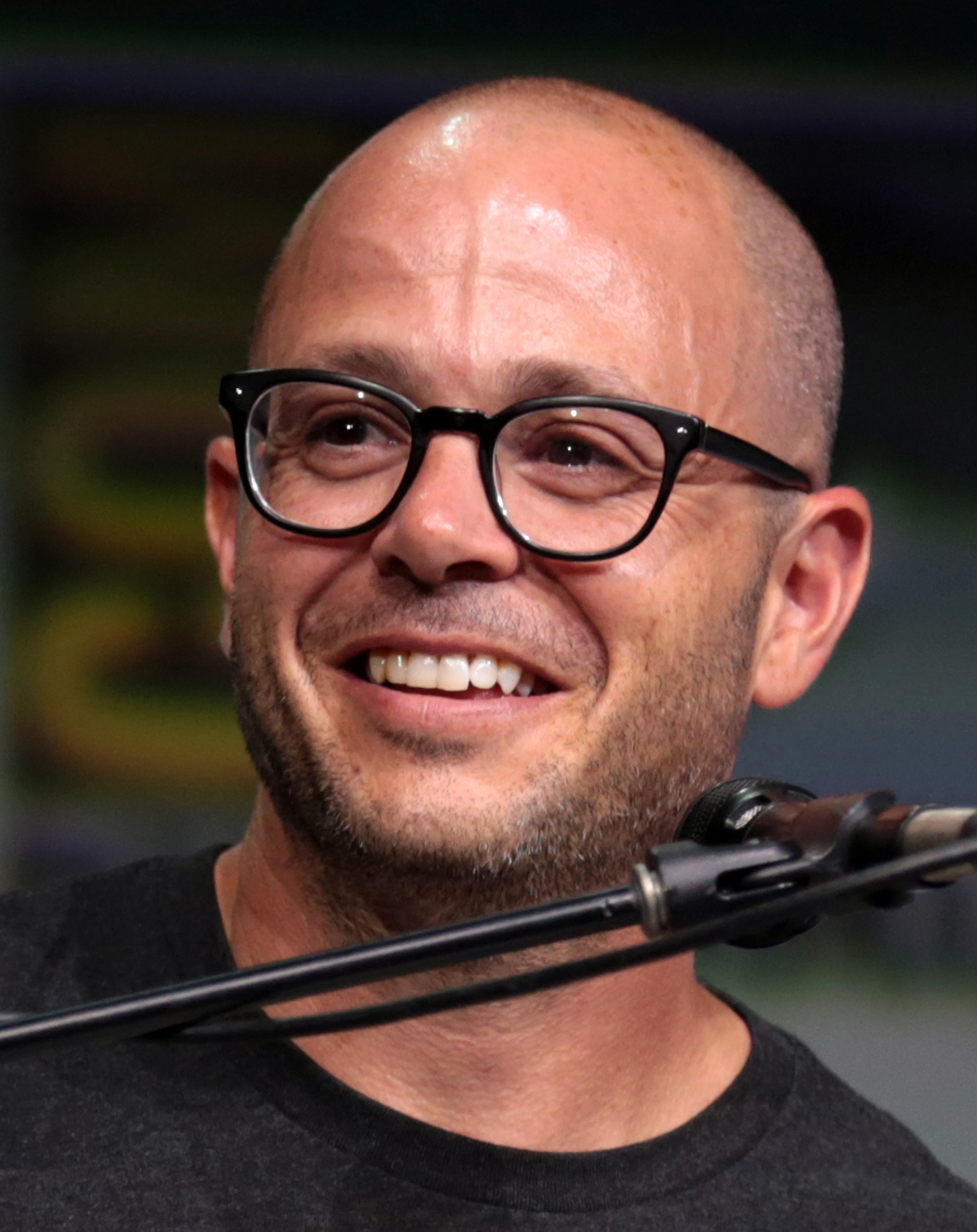
Damon Lindelof tại hội nghị San Diego Comic-Con vào năm 2019. Anh được thuê để viết lại kịch bản gốc của Jon Spaihts.

Lindelof nói rằng các phần khác của kịch bản đủ mạnh để tồn tại mà không có dấu ấn của Alien, chẳng hạn như những sinh vật Alien, nhân vật mà anh tin rằng chúng đã bị pha loãng do tự tiếp xúc. Anh nói, "[Các nhà sản xuất] chỉ muốn ai đó nói với họ rằng: Này, chúng tôi không cần những Alien ở đây. Chúng không nên nói về điều đó. Chúng có thể là một phần của bộ phim này, nhưng chúng không phải là nội dung của bộ phim." Thay vào đó, Lindelof cho biết bộ phim có thể chạy song song với thương hiệu Alien và phần tiếp theo sẽ là Prometheus 2 chứ không phải là Alien, đồng thời đưa ra ý tưởng về cách thức hoạt động của phần tiếp theo sẽ như thế nào. Lindelof đã gặp gỡ các nhà sản xuất vào sáng hôm sau và được thuê làm nhà biên kịch ngay sau đó vào cuối năm 2010. Dưới sự sáng tạo của Lindelof, kịch bản đã chuyển từ phần tiền truyện của Alien của Spaihts thành một tác phẩm gốc. Từ tháng 7 đến tháng 8 năm 2010, Scott và Lindelof đã làm việc cùng nhau trong năm ngày một tuần để xây dựng tầm nhìn mà Scott muốn truyền tải và quyết định những thay đổi nào trong kịch bản là cần thiết, bao gồm cả việc thu nhỏ biểu tượng và những ngụ ý của Alien. Vào tháng 8 và tháng 9 năm 2010, Lindelof đã dành gần năm tuần để viết bản thảo đầu tiên của mình và gửi cho các nhà sản xuất vào giữa tháng 9 năm 2010. Do bộ phim Blade Runner và kịch bản của Spaihts là những cảm hứng để làm nên kịch bản, Lindelof nghĩ rằng anh có thể kết hợp một câu chuyện đan xen yêu tố hành động và kinh dị của Alien với "chủ đề về Blade Runner," để hỏi những câu hỏi lớn hơn những gì mà anh cảm thấy thường được đặt ra trong các bộ phim khoa học viễn tưởng. Lindelof cho biết:
| “                | Blade Runner có thể không thành công [về mặt tài chính] khi mới ra mắt, nhưng mọi người vẫn nói về bộ phim này vì nó chứa đựng tất cả những ý tưởng lớn trong đó. [Scott] cũng nói về những chủ đề rất lớn trong bộ phim này. Nó được thúc đẩy bởi những người muốn có câu trả lời cho những câu hỏi lớn. Nhưng tôi nghĩ rằng chúng ta có thể làm điều đó mà không cần phải quá tự phụ. Không ai muốn xem một bộ phim mà mọi người lơ lửng trong không gian nói về ý nghĩa của cuộc sống ... Điều đó đã có trong kịch bản gốc [của Spaihts] và [Scott] chỉ muốn đưa nó lên nhiều hơn thế. | ” |
| — Damon Lindelof | |   |

Ý tưởng câu chuyện của Scott một phần được lấy cảm hứng từ Chariots of the Gods?, tác phẩm nghị luận của Erich von Däniken nói về lý thuyết về các phi hành gia cổ đại, giả thuyết rằng sự sống trên Trái Đất được tạo ra bởi những người ngoài hành tinh.  Scott nói, "NASA và Vatican đồng ý rằng [về mặt toán học] chúng ta gần như không thể có được vị trí như ngày hôm nay mà không có một chút trợ giúp nào trong suốt chặng đường... Đó là những gì chúng ta đang xem xét [trong phim], tại một số ý tưởng của Erich von Däniken về cách con người mà chúng ta hình thành." Spaihts nảy sinh ý tưởng rằng người máy David giống như con người nhưng không muốn trở thành bất cứ thứ gì giống họ, điều này đã tránh được một chủ đề phổ biến trong việc "người máy kể chuyện", chẳng hạn như trong Blade Runner. Ông cũng phát triển chủ đề rằng trong khi phi hành đoàn con người đang tìm kiếm người tạo ra họ, thì David đã nằm trong số những người tạo ra nó. Scott rất thích với những ý tưởng này và khám phá thêm chúng trong phần kịch bản viết lại của Lindelof. Đối với Shaw, Lindelof cảm thấy điều quan trọng là cô ấy phải khác biệt với nhân vật Ripley của Alien, để tránh sự so sánh không thể tránh khỏi giữa hai nhân vật. Trong kịch bản nháp của Spaihts, Shaw chịu trách nhiệm trực tiếp về các sự kiện của cốt truyện vì cô ấy muốn tìm kiếm những nguy hiểm tiềm ẩn trong kiến thức. Tương tự với David, Lindelof đã mở rộng khía cạnh này của nhân vật trong quá trình viết lại kịch bản của mình. Anh đã dành khoảng tám tháng để phát triển kịch bản, và cuối cùng đã hoàn thành xong phần việc của mình vào tháng 3 năm 2011 khi bộ phim bắt đầu khởi quay.

### Tiền kỳ
Quá trình sản xuất tiền kỳ cho bộ phim bắt đầu vào tháng 4 năm 2010, với một nhóm thiết kế đã phát triển những mảng thiết kế đồ họa cho bộ phim. Scott đã thuyết phục Fox đầu tư hàng triệu USD để thuê các nhà khoa học và họa sĩ khái niệm ý tưởng để phát triển tầm nhìn về cuối thế kỷ 21. Quá trình sản xuất cho bộ phim được đánh dấu bằng mức độ bảo mật cực cao.
Vào tháng 7 năm 2011, Lindelof nói rằng bộ phim sẽ dựa trên các hiệu ứng thực tế và sẽ sử dụng công nghệ CGI nói chung để hiệu ứng hóa trước các hình ảnh không gian bên ngoài. Scott nói rằng "bạn gần như có thể làm bất cứ điều gì bạn muốn" với công nghệ kỹ thuật số, và "Doug Trumbull từng nói với tôi rằng 'Nếu bạn có thể phát trực tiếp, hãy phát trực tiếp ngay.' Đó là vào 29 năm trước. Mặc dù chúng tôi có khả năng sử dụng công nghệ kỹ thuật số vượt trội nhưng tôi vẫn nói rằng hãy phát trực tiếp ngay. Nó rẻ hơn." Nhà quay phim Dariusz Wolski đã thuyết phục Scott rằng bộ phim này có thể quay dưới dạng 3D một cách dễ dàng và hiệu quả như việc quay phim dưới dạng 2D. Công ty hiệu ứng 3D 3ality Technica đã cung cấp một số dụng cụ và thiết bị để tạo điều kiện thuận lợi cho việc quay phim bằng công nghệ 3D, đồng thời còn đào tạo đội ngũ làm phim cách vận hành các máy quay sao cho phù hợp. Theo Scott, quyết định quay phim ở định dạng 3D đã bổ sung thêm 10 triệu USD vào ngân sách của bộ phim. Vì các bộ phim 3D cần mức độ chiếu sáng cao trên trường quay, nên bầu không khí u tối và u ám đặc trưng của các bộ phim của Alien đã được thêm vào trong quá trình hậu kỳ sản xuất bằng cách sử dụng quy trình phân loại màu, và các thiết bị 3D được đặt sẵn dựa trên công nghệ hậu kỳ sản xuất cho Avatar.

### Quay phim
Với kinh phí sản xuất 120 – 130 triệu USD, bộ phim khởi quay từ ngày 21 tháng 3 đến ngày 23 tháng 6 năm 2011 sau 82 ngày ghi hình không liên tục; kết hợp với các cảnh quay bổ sung được thực hiện trong hai đợt: từ ngày 11 đến ngày 23 tháng 7 năm 2011, và từ ngày 26 tháng 9 đến ngày 8 tháng 10 năm 2011. Bộ phim bắt đầu ghi hình tại hai phim trường Shepperton Studios và Pinewood Studios ở Anh. Scott đã sử dụng tám sân khấu âm thanh để quay phim, bao gồm cả sân khấu 007, một trong những sân khấu âm thanh lớn nhất thế giới. Do không gian phim trường bị hạn chế nên đoàn làm phim phải thực hiện năm sân khấu cho khoảng 16 bối cảnh, đồng thời còn phải tăng kích thước của sân khấu 007 lên hơn 30%.
Các cảnh quay ngoại cảnh của thế giới ngoài hành tinh được quay ở Iceland, nơi việc quay phim được diễn ra trong hai tuần. Việc quay phim bắt đầu vào ngày 11 tháng 7 năm 2011, tại chân núi Hekla, một ngọn núi lửa đang hoạt động ở miền nam Iceland. Nói về việc quay ở núi lửa, Scott nói, "Nếu một thành viên sợ thiên nhiên trong nghề này thì tốt nhất nên tìm một công việc khác để làm." Việc quay phim cũng được diễn ra tại thác Dettifoss, một trong những thác nước mạnh mẽ nhất ở châu Âu. Cảnh quay ở Iceland có sự tham gia của 160 thành viên đoàn làm phim người Iceland và hơn 200 thành viên đoàn làm phim quốc tế. Scott nói rằng việc ghi hình ở Iceland bao gồm khoảng mười lăm phút cảnh quay cho bộ phim và khu vực này đại diện cho sự khởi đầu của thời gian. Maroc đã được chọn làm địa điểm cho những cảnh quay này, nhưng do các cuộc biểu tình trong sự kiện Mùa xuân Ả Rập vào năm 2010 đang diễn ra quyết liệt nên đoàn làm phim đã buộc phải thay đổi địa điểm. Các giải pháp thay thế, trong đó có hoang mạc Mojave đã được xem xét, nhưng cuối cùng Scott đã giải thích rằng Iceland đã được chọn làm cảnh quay vì "ở đây nó rất gồ ghề và 'khung cảnh trông giống kỷ Jura', và điều đó mang tính quyết định rằng [ông] sẽ chọn nơi này để làm phim."
Tháng 9 năm 2011, việc quay phim được chuyển đến tại khu tổ hợp nghe nhìn Ciudad de la Luz ở Alicante, Tây Ban Nha. Các khu vực quay phim bao gồm bể nước lớn của trường quay và một bãi biển gần đó. Khu phức hợp đã được đặt trước từ ngày 22 tháng 8 năm 2011 đến ngày 10 tháng 12 năm 2011 và quá trình xây dựng bối cảnh bắt đầu từ tháng 8 đến cuối tháng 9 năm 2011. Khoảng 250 người đã làm việc trong buổi quay phim kéo dài ba tháng ở Tây Ban Nha, tạo ra hơn 1 triệu EUR cho nền kinh tế địa phương ở Alicante. Việc quay phim cũng được diễn ra tại thung lũng Wadi Rum ở Jordan.
Scott đã tránh sử dụng màn hình phông xanh trong lúc quay trừ khi cần thiết sử dụng nó. Thay vào đó, ông sử dụng nhiều vật dụng khác nhau để các diễn viên biết họ nên tìm ở đâu trong bất kỳ cảnh cụ thể nào trên các bối cảnh thực tế, nơi các yếu tố CGI sẽ được đưa vào trong quá trình hậu kỳ sản xuất. Rapace cho biết màn hình phông xanh được sử dụng ít hơn sáu lần trong thời điểm ghi hình. Quá trình sản xuất còn sử dụng năm thiết bị 3ality Technical Atom 3D, bốn thiết bị trong số đó được cấu hình với máy quay Red Epic 3D đặt trên thanh trượt (dolly) và giá đỡ ba chân, được sử dụng liên tục trong quá trình quay phim. Riêng thiết bị thứ năm sử dụng máy ảnh Epic làm giá đỡ máy quay ổn định, tuy nhiên, máy quay này chỉ thỉnh thoảng được sử dụng khi cần.

### Hậu kỳ
Scott đã sử dụng cảnh quay 3D để tăng ảo giác về chiều sâu. Mặc dù đây là bộ phim 3D đầu tiên của Scott nhưng ông thấy quá trình này rất dễ dàng. Ông nói, "Bạn có thể xoay một cái núm theo đúng nghĩa đen và độ sâu sẽ tăng lên," và "bật mí là đừng lạm dụng nó." Vào tháng 12 năm 2011, Rapace đã tiến hành ghi âm lời thoại bổ sung cho bộ phim. Các cảnh quay bổ sung được quay vào tháng 1 năm 2012, bao gồm cảnh quay một ngày ở đảo Skye, Scotland và một cảnh mới quay tại một hang động ở những vùng núi Scotland. Đối với các cảnh u tối, phim được phân loại màu để bù đắp cụ thể cho sự thiếu hụt ánh sáng của kính 3D, nhằm đảm bảo hình ảnh tương đương với phiên bản 2D.
Vào tháng 7 năm 2011, Scott nói rằng ông đang quay bộ phim với cả dạng nhãn R hướng đến người lớn và dạng nhãn PG-13 để dễ tiếp cận hơn, cho phép cắt bớt nội dung người lớn hơn nếu cần mà không làm ảnh hưởng đến tổng thể trình chiếu. Scott cho biết ông có trách nhiệm với 20th Century Fox để có thể giới thiệu đoạn phim PG-13 nếu hãng phim yêu cầu, cho phép nhiều khán giả tiềm năng xem phim rộng rãi hơn. Khi được hỏi về việc phân loại bộ phim, Scott nói, "Câu hỏi đặt ra là, bạn chọn bộ phim ở dạng nhãn PG-13, hay bạn nên chọn ở dạng nhãn R? Về mặt tài chính, nó tạo ra sự khác biệt khá lớn ... về cơ bản nó là dạng R ... nó không chỉ là về máu me, mà còn về những ý tưởng rất căng thẳng." Scott cũng nói rằng, bất kể xếp hạng như thế nào, ông sẽ trình bày đoạn phim tích cực nhất có thể, trong khi Rothman nói rằng Scott sẽ không buộc phải làm giảm chất lượng của bộ phim để tránh xếp hạng R. Vào ngày 7 tháng 5 năm 2012, Fox xác nhận rằng bộ phim đã được dán nhãn R và sẽ được phát hành mà không có bất kỳ sự cắt giảm nào được thực hiện. Theo Scott, cảnh Shaw phẫu thuật loại bỏ đứa con ngoài hành tinh của mình là nguyên nhân quan trọng dẫn đến việc dán nhãn hạn chế và có ý kiến cho rằng việc loại bỏ hoàn toàn cảnh này sẽ là cách duy nhất để được dán nhãn thấp hơn. Một cảnh chiến đấu giữa Shaw và Engineer đã bị rút ngắn vì Scott quyết định rằng Shaw trực tiếp làm Engineer bị thương sẽ làm giảm vai trò của hắn. Scott đã hoàn thành công việc của bộ phim vào tháng 3 năm 2012.

### Nhạc phim
Nhạc sĩ người Đức Marc Streitenfeld – người đã từng cộng tác với Scott trong các dự án trước đó bao gồm A Good Year, American Gangster, Điệp vụ cá đuối và Robin Hood – là người soạn nhạc cho bộ phim. Anh chỉ mất hơn một tuần để thu âm với một bản nhạc dài 90 trang tại phòng thu Abbey Road Studios ở Luân Đôn, Anh. Streitenfeld bắt đầu viết ý tưởng cho bản nhạc sau khi đọc kịch bản trước khi bộ phim bắt đầu khởi quay. Anh đã sử dụng một số kỹ thuật khác thường để soạn nhạc và nói, "Tôi thực sự đã viết ngược bản nhạc để dàn nhạc chơi ngược lại và sau đó tôi lật nó bằng kỹ thuật số. Vì vậy, bạn đang nghe bản nhạc khi nó được viết, cùng một giai điệu, nhưng với một dàn nhạc âm thanh ngược lại mang đến cho nó một loại âm thanh rất bất thường và lộn xộn." Album nhạc phim Prometheus (Original Motion Picture Soundtrack) được phát hành trên iTunes vào ngày 15 tháng 5 năm 2012 và dưới dạng đĩa CD vào ngày 4 tháng 6 năm 2012. Album bao gồm 23 bản nhạc của Streitenfeld và hai bản nhạc bổ sung của Harry Gregson-Williams. Bản nhạc "Raindrop prelude" (1838) của Frédéric Chopin cũng được xuất hiện trong phim.
| STT              | Nhan đề                | Nghệ sĩ biểu diễn      | Thời lượng |
| ---------------- | ---------------------- | ---------------------- | ---------- |
| 1.               | "A Planet"             | Marc Streitenfeld      | 02:36      |
| 2.               | "Going In"             | Marc Streitenfeld      | 02:06      |
| 3.               | "Engineers"            | Marc Streitenfeld      | 02:32      |
| 4.               | "Life"                 | Harry Gregson-Williams | 02:33      |
| 5.               | "Weyland"              | Marc Streitenfeld      | 02:07      |
| 6.               | "Discovery"            | Marc Streitenfeld      | 02:35      |
| 7.               | "Not Human"            | Marc Streitenfeld      | 01:51      |
| 8.               | "Too Close"            | Marc Streitenfeld      | 03:23      |
| 9.               | "Try Harder"           | Marc Streitenfeld      | 02:04      |
| 10.              | "David"                | Marc Streitenfeld      | 03:02      |
| 11.              | "Hammerpede"           | Marc Streitenfeld      | 02:46      |
| 12.              | "We Were Right"        | Harry Gregson-Williams | 02:45      |
| 13.              | "Earth"                | Marc Streitenfeld      | 02:38      |
| 14.              | "Infected"             | Marc Streitenfeld      | 01:59      |
| 15.              | "Hyper Sleep"          | Marc Streitenfeld      | 02:03      |
| 16.              | "Small Beginnings"     | Marc Streitenfeld      | 02:14      |
| 17.              | "Hello Mommy"          | Marc Streitenfeld      | 02:06      |
| 18.              | "Friend from the Past" | Marc Streitenfeld      | 01:16      |
| 19.              | "Dazed"                | Marc Streitenfeld      | 04:32      |
| 20.              | "Space Jockey"         | Marc Streitenfeld      | 01:32      |
| 21.              | "Collision"            | Marc Streitenfeld      | 03:08      |
| 22.              | "Debris"               | Marc Streitenfeld      | 00:47      |
| 23.              | "Planting the Seed"    | Marc Streitenfeld      | 01:38      |
| 24.              | "Invitation"           | Marc Streitenfeld      | 02:18      |
| 25.              | "Birth"                | Marc Streitenfeld      | 01:26      |
| Tổng thời lượng: | Tổng thời lượng:       | Tổng thời lượng:       | 57:07      |

## Thiết kế
Nhà thiết kế sản xuất người Mỹ Arthur Max là người dẫn dắt chỉ đạo cho đội ngũ thiết kế của bộ phim. Một tổ mỹ thuật của ông được giao nhiệm vụ giải cấu trúc nghệ thuật và hình ảnh của Alien, đồng thời thiết kế ngược chúng cho bối cảnh trước đó của bộ phim theo trình tự thời gian. Ảnh hưởng của những bản thiết kế được rút ra từ những tác phẩm của nhà thiết kế sinh vật Alien H. R. Giger, và các nhà thiết kế Ron Cobb và Chris Foss, bao gồm cả các bản thiết kế của họ cho bộ phim mà Scott đã không thể phát triển được vào thời điểm đó.

### Thiết kế phục trang
Đối với bộ quần áo không gian của phi hành đoàn, Scott đã được truyền cảm hứng để sử dụng mũ bảo hiểm bằng kính hình cầu sau khi đọc một câu chuyện trong tiểu sử của Steve Jobs về việc xây dựng một văn phòng bằng kính Gorilla Glass. Scott nói, "Nếu tôi đang ở năm 2083 và tôi đang đi vào không gian, tại sao tôi lại thiết kế một cái mũ bảo hiểm có điểm mù. Điều tôi muốn là thứ gì đó mà tôi có [tầm nhìn] 360 độ. Khi đó kính sẽ là thứ ánh sáng và bạn sẽ không thể phá vỡ nó bằng một viên đạn." Phần bên trong của các mũ bảo hiểm có chín màn hình video đang hoạt động, hệ thống chiếu sáng bên trong, nguồn cung cấp không khí do hai quạt cung cấp và bộ pin được giấu trong ba lô. Còn phần bên ngoài của các mũ bảo hiểm có nguồn sáng chức năng và máy quay video độ phân giải cao với máy phát và máy ghi âm. Riêng về bộ đồ không gian, Scott muốn tránh những bộ đồ cực kì cồng kềnh do NASA sản xuất. Thay vào đó, nhà thiết kế phục trang Janty Yates – cộng tác viên lâu năm của Scott – đã sử dụng các khái niệm nghiên cứu y học liên quan đến phương pháp điều trị thay thế da và vật liệu để phát triển bộ trang phục đáng tin cậy, linh hoạt và thoải mái. Bộ trang phục ấy bao gồm một bộ đồ cao su neoprene tổng hợp mặc bên trong bộ đồ ngoài không gian, một đế có thể gắn mũ bảo hiểm và một chiếc ba lô.
Riêng ở trên tàu, Yates đã thiết kế những trang phục để tạo cho các nhân vật có những vẻ ngoài khác biệt của riêng họ. Theron mặc một bộ đồ bằng lụa mohair màu bạc. Yates nói, "[Theron] là nữ hoàng băng giá. Mục tiêu của chúng tôi luôn là làm cho cô ấy trông giống như tác phẩm điêu khắc hoàn hảo nhất có thể." Nhân vật David của Fassbender mặc bộ đồ tương tự như các thành viên phi hành đoàn khác, nhưng trang phục của anh có những đường nét mảnh hơn để tạo ra vẻ ngoài thẳng thắn hơn. Để tạo vẻ ngoài giản dị, thoải mái, nhân vật Holloway của Marshall-Green đã mặc áo khoác trùm đầu, quần ngư dân và dép lào, trong khi Elba mặc một chiếc áo khoác vải bạt để thể hiện sự nghiệp cầm lái con tàu lâu dài của nhân vật Janek.

### Bối cảnh và phương tiện
Arthur Max đã thiết kế một số bối cảnh, chẳng hạn như cảnh quan và cấu trúc của thế giới ngoài hành tinh cũng như các phương tiện, bao gồm cả tàu Prometheus và con tàu của Engineer. Các mô hình 3D kỹ thuật số và bản sao thu nhỏ của từng bối cảnh được xây dựng để cho phép các nhà thiết kế hình dung ra những kết nối giữa chúng và biết vị trí các phần tử CGI sẽ được chèn vào. Để kết hợp tốt hơn giữa bối cảnh thực tế và kỹ thuật số, nhóm thiết kế đã lấy các mẫu đá từ vị trí của Iceland để chúng có thể khớp kết cấu đồ họa với đá thật. Để tạo ra tàu Prometheus, Max đã nghiên cứu các thiết kế tàu vũ trụ của NASA và Cơ quan Vũ trụ Châu Âu, đồng thời mở rộng các khái niệm này bằng ý tưởng của riêng mình về hình dáng của các phương tiện không gian trong tương lai. Max nói rằng ông muốn "làm một cái gì đó hiện đại nhất, đại diện cho một tàu vũ trụ hàng đầu với mọi công nghệ cần thiết để thăm dò những chi tiết sâu nhất trong thiên hà".
Nội thất của tàu Prometheus được xây dựng trên một cấu trúc hai tầng, phía trước được bao quanh bởi một kính chắn gió lớn có nhiều mặt. Nơi ở của Theron được thiết kế để thể hiện địa vị cao của cô trong đoàn, và được trang bị bằng những vật dụng hiện đại và tương lai, bao gồm đèn chùm của hãng Swarovski và đàn piano của hãng Fazioli. Nhà để xe của con tàu được xây dựng trên lô đất phía sau của Pinewood Studios ở Anh. Những chiếc xe bên trong được chế tạo trong 11 tuần và được thiết kế để vận hành trên những địa hình khó khăn, đồng thời mang tính thẩm mỹ của tương lai. Max đã tạo ra một cấu trúc kim tự tháp lớn cho thế giới ngoài hành tinh, nơi có các khu vực chính ở bên trong được kết nối bằng một loạt các buồng, hành lang và đường hầm; nó lớn đến nỗi một số thành viên của đoàn làm phim bị lạc bên trong nó. Kim tự tháp đã được tăng cường trong quá trình hậu kỳ sản xuất để tăng thêm kích thước của nó. Một trong những bối cảnh quan trọng nhất là căn buồng, nơi phi hành đoàn tìm thấy bức tượng đầu người, được thiết kế giống với nội thất của một nhà thờ lớn và mang lại sự ấn tượng gần như theo hướng tôn giáo. Giger đã thiết kế những bức tranh tường xuất hiện trong căn buồng.
Đối với cảnh tàu Prometheus hạ cánh xuống mặt trăng LV-223 của Alien, Steven Messing – chỉ đạo nghệ thuật hiệu ứng hình ảnh – đã tham khảo hình ảnh của NASA, bao gồm cả cấu trúc về đám mây xoáy. Messing cũng sử dụng các bức ảnh chụp từ trên không về các địa điểm ở Iceland và Wadi Rum do giám sát viên VFX Richard Stammers và nhóm của anh chụp lại. Messing đã vẽ lên những hình ảnh này và kết hợp chúng với các tiện ích mở rộng bối cảnh bằng 3D để tạo ra một sự thay đổi về cảnh quan một cách chân thực. Scott muốn các cảnh hạ xuống của con tàu có cảm giác hùng vĩ để tương phản với cảnh bước xuống đầy tối tăm và bị bao phủ đặc trưng trong Alien. Phần lớn thế giới của LV-223 dựa trên thế giới đã ghé thăm trong Alien, nhưng được thu nhỏ lại khi Scott cảm thấy có một số yếu tố quá phi thực tế. Những ảnh hưởng khác là ngọn núi Olympus Mons trên sao Hỏa và một số cấu trúc núi lớn trên Trái Đất. Các cố vấn của NASA đã cung cấp các khái niệm về tính thẩm mỹ của thế giới ngoài hành tinh, mà sau này chúng được đưa vào công việc thiết kế. MPC đã phát triển một đại diện kỹ thuật số của Wadi Rum bằng cách sử dụng vật liệu thiết kế, sửa đổi nó để xác định vị trí kim tự tháp của người ngoài hành tinh và khu vực hạ cánh cho tàu Prometheus, đồng thời thay đổi kích thước các đặc điểm tự nhiên của hành tinh so với cấu trúc của người ngoài hành tinh.

### Hiệu ứng sinh vật

Mô hình thực tế của sinh vật Trilobite lúc trưởng thành, có nhiều phần phụ như xúc tu dài và một cái miệng ở giữa cơ thể.

Hai họa sĩ hiệu ứng Neal Scanlan và Conor O'Sullivan đã phát triển các sinh vật ngoài hành tinh trong phim nhằm mong muốn truyền tải rằng mỗi sinh vật đều có một mục đích và chức năng sinh học hợp lý. Scanlan nói rằng phần lớn cảm hứng thiết kế sinh vật của Scott được lấy từ đời sống tự nhiên, chẳng hạn như thực vật và các sinh vật biển. Nhà thiết kế sinh vật Carlos Huante đã chọn làm cho các thiết kế sinh vật trở nên nhợt nhạt để tương phản với tông u ám, chịu ảnh hưởng thẩm mỹ từ Giger của Alien. Huante đã thiết kế chúng có màu trắng và mang phôi bởi các sự kiện trong phim xảy ra trước khi ảnh hưởng của Giger có hiệu lực. Huante đã lấy những ảnh hưởng từ các tài liệu tham khảo mà Scott đang sử dụng để thiết kế các Engineers có làn da nhợt nhạt, đồng thời ông cũng tham khảo các tác phẩm khác của Giger, các đài tưởng niệm quốc gia, các tác phẩm điêu khắc lớn và di tích tưởng niệm Crazy Horse ở Nam Dakota. Một phần công việc thiết kế ban đầu của Huante bao gồm việc phát triển Facehugger, tiền thân của Alien, và một sinh vật Alien nguyên thủy, nhưng chúng đã bị cắt khỏi bản phát hành chính thức. Khi thiết kế các Engineers, Scott và Huante đã tham khảo các bức tranh của William Blake và J. M. W. Turner, và các tác phẩm điêu khắc cổ điển. Scott muốn các Engineers giống với các vị thần trong thần thoại Greco-Roman, và hướng dẫn nhà thiết kế Neville Page tham khảo về Tượng Nữ thần Tự do, David của Michelangelo và Elvis Presley để thiết kế chúng. Các Engineers hình người, cao 8 feet (khoảng 2,4m) được tạo ra bằng cách áp dụng các bộ phận giả toàn thân, cồng kềnh cho các diễn viên, những người có các đặc điểm trên khuôn mặt bị giảm bớt bởi chất liệu và sau đó được cải tiến bằng kỹ thuật số để duy trì sự hoàn hảo về thể chất "như một vị thần". Scott đã miêu tả Engineers là những "thiên thần bóng tối" cao ráo và đầy thanh lịch.
"Hammerpede", một sinh vật ngoài hành tinh dạng rắn được tạo ra sự sống nhờ sự kết hợp giữa công nghệ CGI và các hiệu ứng thực tế, và những sợi dây thực tế điều khiển sinh vật này đã được tháo rời một cách kỹ thuật. Trong một phân cảnh mà Hammerpede bị chặt đầu, đội ngũ hiệu ứng hình ảnh đã phác họa và tạo ra một cái đầu thay thế tự phát triển bằng công nghệ kỹ thuật số. Trong cảnh Hammerpede phun ra từ xác nhân vật Fifield của Spall, Scott đã điều khiển sinh vật này bằng dây. Scott đã không thông báo cho Dickie về những gì sẽ xảy ra trong cảnh đó và phản ứng la hét của Dickie là có thật. Thiết kế của sinh vật này một phần được lấy cảm hứng từ các sinh vật biển trong mờ với các động mạch, tĩnh mạch và cơ quan có thể nhìn thấy bên dưới bề mặt da và rắn hổ mang. Các nhà thiết kế đã tạo cho sinh vật này một vẻ ngoài mượt mà, có cơ bắp và đầy mạnh mẽ. Những thiết kế ban đầu của "Trilobite", sinh vật cái có xúc tu được lấy từ bụng của Shaw, giống như một con bạch tuộc hoặc mực ống. Page đã tái phát triển sinh vật này khi còn là phôi thai ở trạng thái phát triển ban đầu, với các xúc tu bắt đầu hợp nhất với nhau và sẽ dần dần tách ra, tạo ra các xúc tu mới khi sinh vật này phát triển. Sinh vật thực tế này là một tạo hình bằng công nghệ hoạt hình điện tử được vận hành từ xa với lớp da silicon.
Các hiệu ứng cho nhân vật Fifield bị đột biến đạt được chủ yếu thông qua việc sử dụng trang điểm và chân tay giả. Do lo ngại rằng các hiệu ứng thực tế sẽ không đạt yêu cầu, các nhà làm phim đã hoàn thành một phiên bản thay thế của phân cảnh, trong đó Fifield được thể hiện là "một nhân vật kỹ thuật số với các chi thon dài và một cái đầu trong mờ, căng mọng, có nét giống với khuôn mặt của Harris." Ba biến thể khác của Fifield đột biến đã được mô hình hóa, nhưng chúng bị từ chối vì quá vô nhân tính.
Đối với dạng trưởng thành của sinh vật Trilobite, Max đã tìm thấy nguồn cảm hứng từ một sinh vật dạng chân khớp từ kỷ Cambri của Trái Đất và bạch tuộc ngoài hành tinh trong tranh minh họa của Jean Giraud cho bộ truyện tranh The Long Tomorrow. Những nguồn cảm hứng tiếp theo đến sau khi Max tìm thấy một con mực khổng lồ được bảo quản bằng chất formaldehyde, một hình ảnh được Scott chấp thuận. Deacon, sinh vật cuối cùng xuất hiện trong tác phẩm, được chính Scott đặt tên vì cái đầu dài và nhọn của nó mà ông cho là giống mũ mitra của giám mục. Với Scanlan, việc tạo ra Deacon nhằm mục đích đại diện cho dòng di truyền của sinh vật, bắt đầu với Shaw và Holloway, những người tạo ra Trilobite, sinh vật đã thụ thai vào Engineer trong bản thiết kế của nó. Tuy nhiên, sinh vật này có vẻ ngoài hơi nữ tính, vì "nó được sinh ra bởi một con cái trước khi được hóa thành con đực." Messing đã lấy cảm hứng cho cảnh Deacon chào đời từ sự ra đời của những chú ngựa con và dựa trên nhau thai của ngựa để tạo ra vẻ ngoài óng ánh cho làn da của nó. Hàm nhô ra của Deacon được lấy cảm hứng từ cá mập yêu tinh.

### Hiệu ứng âm thanh
Hiệu ứng âm thanh được tạo ra từ nhiều nguồn khác nhau, bao gồm Pop Rocks – một nhãn hiệu kẹo nổ – và một con vẹt. Lớp băng lấp lánh hình thành trên các trụ đá được phát hiện trong phim được tạo ra bằng cách bôi kẹo nổ lên các vật liệu như kim loại ướt và đá, sau đó được phun nước để tạo ra âm thanh "nổ và nứt vỡ". Con vẹt của nhà thiết kế âm thanh Ann Scibelli đã được ghi âm lại trong vài tuần để ghi lại nhiều cách phát âm khác nhau của nó, sau đó âm thanh này được sử dụng làm tiếng bíp, báo động và tiếng kêu của đứa con ngoài hành tinh của Shaw.

### Hiệu ứng hình ảnh

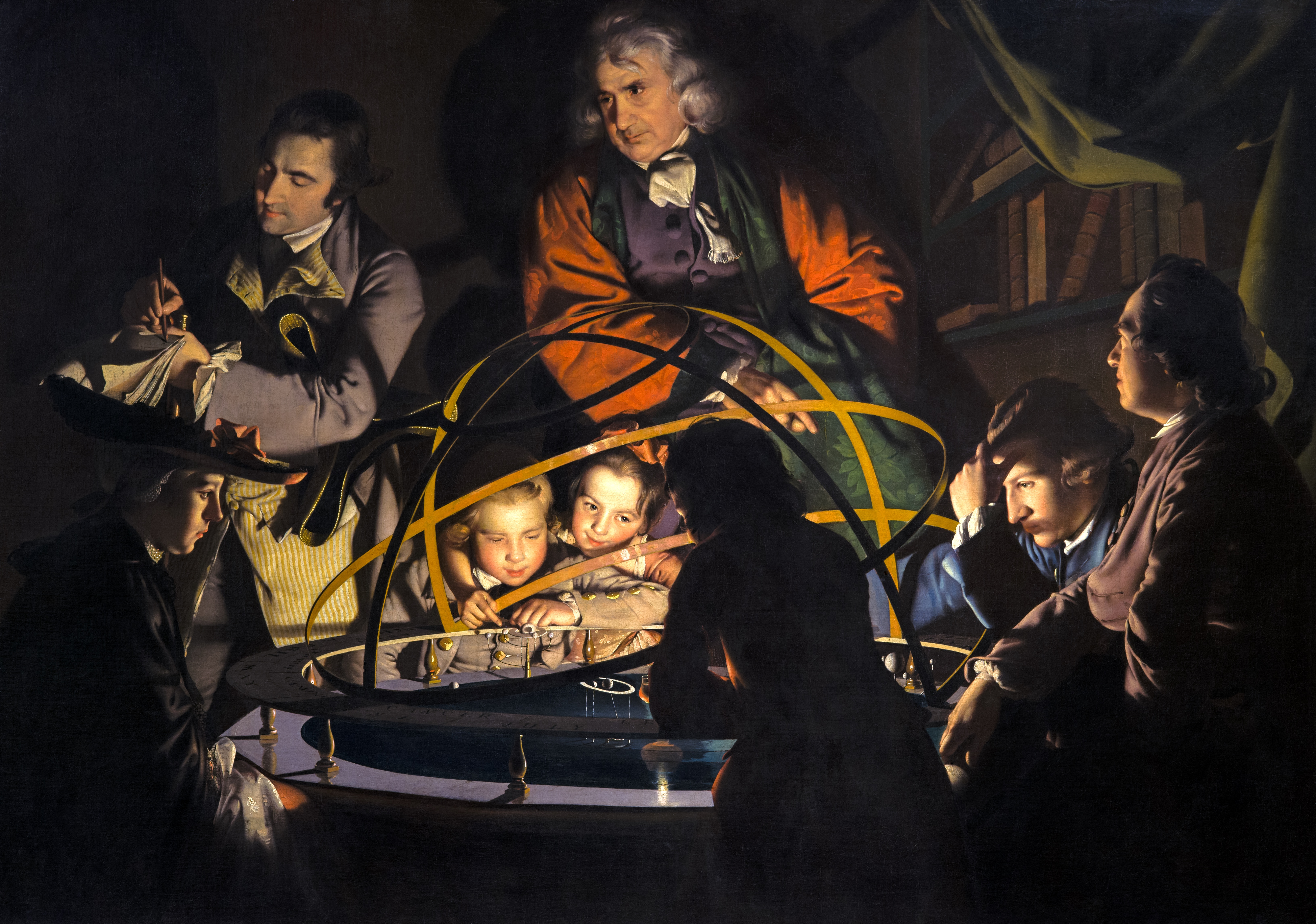
Phân cảnh bản đồ ngôi sao trong phim được lấy cảm hứng từ bức tranh sơn dầu Triết gia giảng về mô hình vũ trụ (A Philosopher Lecturing on the Orery) của Joseph Wright.

Bộ phim có chứa khoảng 1300 các cảnh quay bằng hiệu ứng kỹ thuật số, với 420 cảnh quay được thực hiện bởi Moving Picture Company – đơn vị sản xuất hiệu ứng hình ảnh chính của tác phẩm. Một số đơn vị sản xuất khác gồm Weta Digital, Fuel VFX, Rising Sun Pictures, Luma Pictures, Lola Visual Effects và Hammerhead Productions cũng đã tham gia sản xuất các cảnh quay hiệu ứng cho bộ phim.
Việc tạo ra sự sống từ sự phân rã của Engineer trong cảnh mở đầu phim được Weta Digital chế tạo. Cảnh quay này rất khó thực hiện do phải truyền tải câu chuyện ADN của Engineer bị tách ra, cải tạo và kết hợp lại thành ADN của Trái Đất trong một khoảng thời gian giới hạn. Nhóm kỹ xảo đã nghiên cứu tập trung vào việc làm cho các giai đoạn ADN trở nên khác biệt để truyền tải bản chất thay đổi của nó. Scott yêu cầu đơn vị sản xuất tập trung vào sự tàn phá xảy ra bên trong Engineer. Màu nhạt được sử dụng cho ADN của Engineer và các gai cá bị phân hủy được sử dụng làm hình ảnh tham chiếu, trong khi ADN bị nhiễm bệnh có vẻ ngoài bị tan chảy. Để tìm ra phương pháp mô tả sự phá hủy ADN, nhóm đã khắc các cấu trúc dưới dạng tĩnh mạch từ silicon và bơm mực đen và dầu vào chúng trong khi ghi lại những thay đổi xảy ra trong một khoảng thời gian dài.
Một phân cảnh quan trọng liên quan đến tấm bản đồ sao ba chiều lớn 3D, được gọi là Orrery (Mô hình vũ trụ), được lấy cảm hứng từ bức tranh Triết gia giảng về mô hình vũ trụ (A Philosopher Lecturing on the Orery) của Joseph Wright năm 1766, trong đó một nhà khoa học trưng bày một cung thiên văn cơ học dưới ánh nến. Trong khi thảo luận về sự cần thiết của bản đồ sao với Spaihts, Scott đề cập rằng ông đã hình dung ra một hình ảnh đại diện vật lý tương tự như trong bức tranh, mặc dù ông không biết về tiêu đề của nó và mô tả nó là "những vòng tròn trong vòng tròn với hình ảnh thắp nến." Sử dụng mô tả của Scott, Spaihts đã tìm được hình ảnh của bức tranh. Spaihts nói, "thực hiện bước nhảy vọt từ bản đồ sao, đến bức tranh Khai sáng, rồi quay trở lại tương lai xa. Tâm trí của [Scott] chỉ đa hợp theo cách đó." Bản đồ Orrery là một trong những hiệu ứng hình ảnh phức tạp nhất, chứa tới 80–100 triệu đa giác và mất vài tuần để hiển thị dưới dạng một cảnh quay đơn hoàn chỉnh.